# Ngoại tệ mạnh
Ngoại tệ mạnh, tiền tệ trú ẩn an toàn hoặc tiền tệ cứng là bất kỳ tiền tệ được giao dịch trên toàn cầu đóng vai trò như một  dạng tiền lưu trữ có giá trị đáng tin cậy và ổn định. Các yếu tố góp phần vào tình trạng mạnh của tiền tệ có thể bao gồm sự ổn định và độ tin cậy của các thể chế pháp lý và quan liêu tương ứng, mức độ tham nhũng, sự ổn định lâu dài của sức mua của nó, điều kiện và chính sách tài chính và chính trị của quốc gia liên quan và chính sách của ngân hàng trung ương phát hành.
Tiền tệ trú ẩn an toàn được định nghĩa là một loại tiền tệ hoạt động như một hàng rào cho một danh mục tài liệu rủi ro có điều kiện tham gia vào các phong trào trong ác cảm rủi ro toàn cầu.
Ngược lại, một loại tiền tệ mềm cho thấy một loại tiền tệ được dự kiến sẽ dao động thất thường hoặc mất giá so với các loại tiền tệ khác. Sự mềm mại như vậy thường là kết quả của các thể chế pháp lý yếu kém và/hoặc bất ổn chính trị hoặc tài khóa tại quốc gia liên kết.